# Лазо, Виталий Иванович
Виталий Иванович Лазо (род. 24 мая 1973, Петропавловск-Камчатский, СССР) — российский альпинист-высотник, ски-альпинист, фрирайдер, «Снежный барс», мотивационный спикер, продюсер, режиссер.

## Биография
Родился на Камчатке. Увлекся горами с детства. Совершил первое восхождение в 1985 году на Авачинский вулкан.
В 1988 году начал заниматься спортивным скалолазанием и альпинизмом в альпклубе «Кутх».
В 1996 году окончил Камчатский государственный технический университет (бывш. КГАРФ, ПКВИМУ).
В 2003 году окончил ДВГТУ (ПКФ).
В 2004 году окончил Open University.
С 2012 года альпинизм становится профессиональной деятельностью.
В 2017 году создается проект «Фрирайд в Зоне Смерти», участники проекта совершают спуски на лыжах с высочайших гор планеты в Гималаях. В 2018 году становится первым россиянином, совершившим бескислородное восхождение и спуск на лыжах с вершины восьмитысячника.
В 2020 году организовал кинокомпанию «Кислород».
В 2023 году становится первым россиянином, совершившим спуск на лыжах с вершины Эвереста (Джомолунгма).
С 2022 года начинает деятельность в роли мотивационного спикера.

## Достижения
* Первый россиянин, совершивший спуск на лыжах с вершины Эвереста.
- Победитель более 30 международных кинофестивалей.
- С 2014 года обладатель жетона Снежный барс под № 610, после восхождения на пики Ленина (7134 м), Корженевской (7105 м), Коммунизма (7495 м), Хан-Тенгри (7010 м), Победы (7439 м)[1][5][6].
- Первовосходитель гор Ломоносова и Гумбольдта в Антарктиде, Земли Королевы Мод[7].
- Организатор и руководитель более 40 экспедиций на высоты, превышающие 7000 м.
- Вместе с Антоном Пуговкиным получил премию «Хрустальный пик»[8][9].
- Автор и руководитель экстремального международного проекта «Фрирайд в зоне смерти».[источник не указан 231 день][10]

## Проект «Фрирайд взоне смерти»
Идея проекта заключается в восхождении на высочайшие точки планеты и спуске на горных лыжах. Подъем осуществляется в альпийском стиле, без дополнительного кислорода и без помощи носильщиков. Все этапы восхождения и спуска запечатлеваются на профессиональную съемочную аппаратуру, затем из этих материалов монтируются документальные фильмы, не имеющие аналогов. Некоммерческий проект направлен на мотивацию людей для походов в горы и показывает, как вести себя в горах.
В рамках проекта вышли документальные фильмы:
- «Кислород. Эверест». 5 серий документального фильма, которые транслировались на ОККО, ИВИ, Премьер и Кинопоиске.
- «Кислород». 5 серий документальной драмы в горах Пакистана на склонах Броуд пика, 8051 м на ОККО, ИВИ, Премьер. Участники: Виталий Лазо, Антон Пуговкин. Полнометражная версия с успехом была показана в прайм-тайм на 1 канале.
- «Фрирайд в зоне смерти». Подъем и спуск на лыжах без кислорода с Манаслу (8156 м, Непал) в 2017 году. Участники: Виталий Лазо, Антон Пуговкин.
- «Аннапурна: спасибо что живой». Экспедиции без кислорода на пик Аннапурна (8191 м, Непал) в 2018 году. Из-за сильнейших снегопадов и крайне лавиноопасной ситуации восхождение пришлось прервать на высоте 6600 м. Участники: Виталий Лазо, Антон Пуговкин.
- «Зона риска Нанга Парбат». Восхождение без кислорода и спуск на лыжах с пика Нанга-Парбат (8123 м, Пакистан) в 2019 году. Участники: Виталий Лазо, Антон Пуговкин, Кала Чименти (Италия). Этот фильм вошел в шорт-лист проходящего в Италии международного фестиваля «Prisma Independent Film Awards» и стал победителем в номинации «Лучший документальный фильм» на фестивале «Orobie Film Festival[11]»[источник не указан 1881 день].

## Значимые экспедиции и восхождения
- 2009 год — Аннапурна Южная, 7219 м, Непал. Попытка первопрохода. Вершина не достигнута из-за неблагоприятных метеоусловий.
- 2010 год — Аконкагуа, 6962 м, Аргентина. Восхождение по классическому маршруту в составе коммерческой группы.
- 2011 год — Мак-Кинли (Денали), 6190 м, Аляска. Восхождение по маршруту West Bartress. Руководитель.
- 2011 год — Мак-Кинли (Денали), 6190 м, Аляска. Попытка восхождения по маршруту West Rib. Максимальная отметка 5400 м. Руководитель.
- 2012 год — пик Ленина (Ибн-Сины), 7135 м, Таджикистан. Восхождение по классическому маршруту, через г. Раздельная, 5А к.т. Руководитель.
- 2012 год — пик Корженевской, 7105 м, Таджикистан. Восхождение по классическому маршруту, 5А к.т. Руководитель. Восхождение совершено в альпийском стиле.
- 2012 год — пик Коммунизма (Сомони), 7439 м, Таджикистан. Восхождение по маршруту Бородкина, 5А к.т. Руководитель. Восхождение совершено в альпийском стиле.
- 2013 год — пик Хан Тенгри, 7010 м, Кыргызстан. Соло-восхождение по классическому маршруту, 5А к.т.
- 2013 год — пик Победы, 7439 м, Кыргызстан. Восхождение по классическому маршруту, через Важа-Пшавела. Вершина не достигнута, максимальная высота 6900 м.
- 2014 год — пик Ленина (Ибн-Сины), 7135 м, Таджикистан. Восхождение по классическому маршруту. Вершина не достигнута из-за неблагоприятных метеорологических условий. Спуск на лыжах с отметки 6600 м. Руководитель.
- 2014 год — пик Победы, 7439 м, Кыргызстан. Восхождение по маршруту В. Абалакова, 6А к.т., руководитель. Восхождение совершено в альпийском стиле[12]. Спуск на лыжах с 5800 м.
- 2016 год — участник в Первой Российской Метеоритной Антарктической Экспедиции[13][14].
- 2017 год — Манаслу, 8163 м, Непал. Без использования кислородного оборудования, спуск на лыжах с вершины[15]. Руководитель.
- 2018 год — Аннапурна, 8109 м, Непал. Без использования кислородного оборудования, вершина не достигнута из-за крайне лавиноопасной обстановки[16]. Руководитель.
- 2019 год — Нанга-Парбат, 8126 м, Пакистан. Без использования кислородного оборудования, спуск на лыжах[17]. Руководитель. 2-е место в чемпионате России (высотный класс)[18].
- 2021 год — Броуд пик, 8051 м. Пакистан. Без использования кислорода, спуск на лыжах с 7900 м. Вершина не достигнута. Виталий проводил поисковые и спасательные работы на высоте 8000 м, корейский альпинист-инвалид Ким Хон Бин был брошен другими альпинистами в зоне смерти. Совместно с пакистанцем Литл Хусейном Виталий повторно поднялся на 8000 м и делал все возможное для спасения корейского восходителя. Г-н Ким трагически погиб.
- 2021 год — участник Российской Метеоритной Антарктической Экспедиции. Экспедиция проходила в неизведанных горах Гумбольдта, совершены первовосхождения и найден метеорит. Виталий, выступая в роли оператора, пилота дрона и режиссера, создал фильм «Антарктида. Послание из будущего»
- 2023 год — Эверест, 8848 м. Непал. Спуск на лыжах с вершины Эвереста. Съемка фильма «Кислород. Эверест».